# شیر شال
شیر شال (به انگلیسی: Sher Shall) یک منطقهٔ مسکونی در پاکستان است که در خیبر پختونخوا واقع شده‌است. شیر شال ۲۶ کیلومتر مربع مساحت و ۴۶۳ نفر جمعیت دارد.